# Ajtos (kommun)
Obsjtina Ajtos (bulgariska: Община Айтос) är en kommun i Bulgarien.   Den ligger i regionen Burgas, i den östra delen av landet, 300 km öster om huvudstaden Sofia.
Obsjtina Ajtos delas in i:
- Zetiovo
- Karageorgievo
- Karanovo
- Malka poljana
- Măglen
- Pesjtersko
- Pirne
- Poljanovo
- Sădievo
- Topolitsa
- Tjerna mogila
- Tjernograd
- Tjukarka

Följande samhällen finns i Obsjtina Ajtos:
- Ajtos